# Edition Kwimbi
Edition Kwimbi ist ein Independent-Verlag aus Köln mit dem Schwerpunkt Comic und Illustration, der seit 2012 vor allem Web- und Independent-Comics veröffentlicht. Im Kwimbi Webcomic Shop vertreibt der Verlag eigene Titel sowie Veröffentlichungen unabhängiger Künstler und deutscher Comic-Verlage.

## Kwimbi Webcomic Shop
Im Jahr 2012 wurde Kwimbi von Jörg Faßbender als Marktplatz für Independent-Webcomics und Merchandise-Produkte gegründet. Im Angebot finden sich beispielsweise Kunstdrucke, Poster, Sammelbände von Webcomics,  signierte Sonderausgaben oder T-Shirts. Außerdem vertreibt Kwimbi online noch Titel kleiner und großer Comic-Verlage, etwa vom Carlsen Verlag, Jaja Verlag, Reprodukt und Schwarzer Turm.

## Edition Kwimbi
Ebenfalls 2012 startete mit Edition Kwimbi der eigene Verlag für insbesondere Printveröffentlichungen von Independent-Comics. Als Teil des eigenen Konzepts möchte Kwimbi die Künstler über Produktion und Vertrieb hinaus unterstützen. So entstand zum Beispiel 2013 die Horror-Anthologie Anders mit Beiträgen von acht Comicschaffenden. Gemeinsam mit dem Verein Comic Solidarity unterstützt Kwimbi regelmäßig Crowdfunding-Projekte. Als Interessengemeinschaft vertritt der Verlag die Comic-Künstler auf Messen wie dem Comic-Salon Erlangen.
Zum Verlagsprogramm gehören unter anderem die Titel Als ich mal auf hoher See verschollen war von Maximilian Hillerzeder (aus der Reihe Wüstencomics), Schisslaweng von Marvin Clifford, The Order of Things von Mario Bühling, Union der Helden von Arne Schulenberg, Verknipst noch mal! von Anne Delseit und Jenny Liz, sowie Das Leben ist kein Ponyhof und Nerd Girl von Sarah Burrini.
In Zusammenarbeit mit Comic Solidarity entstanden mehrere Veröffentlichungen. David Füleki organisierte Weitermalbücher mit unfertigen Illustrationen, die fertiggestellt werden müssen. Er verantwortete Redaktion, Layout sowie Druckvorstufe, und steuerte auch selbst zum Inhalt bei. 78 Tage Lausbuben Doodle, Monster Doodle und Random Doodle erschienen 2016 und waren erstmals auf der Leipziger Buchmesse erhältlich. 78 Tage Lausbuben Doodle ist ausschließlich von Füleki gestaltet und enthält Figuren aus seiner Manga-Reihe 78 Tage auf der Straße des Hasses. Zu Monster Doodle und Random Doodle trugen neben Füleki beispielsweise noch Stefan Baumgarten, Adrian vom Baur, Kristina Gehrmann, Olga Hopfauf, Marcel Hugenschütt und Johanna „Schlogger“ Baumann bei.
Baumann wiederum gestaltete mit Unterstützung von Comic Solidarity und Edition Kwimbi mehrere Comic-Kalender mit dem Titel Fuck Yeah!, darunter in den Jahren 2015 und 2022 bis 2024. Sie hatte die Idee und kümmerte sich um Layout, Einleitung, Typografie sowie Organisation. Pro Jahr trugen ungefähr 60 Comic-Künstler Illustrationen bei, darunter Adrian vom Baur, Marvin Clifford, Tim Gaedke, Eve Jay, Lea Schumm, Sarah Stowasser, Anna Süßbauer und Dominik Wendland. Die Kalendermotive der Jahre 2015 und 2023 erschienen ebenfalls wöchentlich online bei Comicgate.

## Auszeichnungen
Für Schisslaweng bekam Marvin Clifford 2014 einen Max-und-Moritz-Preis in der Kategorie „Publikumspreis“. Im gleichen Jahr wurde die Comic-Anthologie Anders beim ICOM Independent Comic Preis lobend erwähnt. 2015 wurde Als ich mal auf hoher See verschollen war von Maximilian Hillerzeder mit einem ICOM als „Bester Independent Comic“ geehrt. Im folgenden Jahr erhielt Arne Schulenbergs Union der Helden 1: Der erste Tag eine lobende Erwähnung beim ICOM.